# Myron Boadu
Myron Boadu (* 14. Januar 2001 in Amsterdam) ist ein niederländischer Fußballspieler, der als Stürmer eingesetzt wird. Er spielt als Leihspieler der AS Monaco beim VfL Bochum.

## Karriere

### Verein
Myron Boadu, dessen Eltern aus Ghana stammen, begann mit dem Fußballspielen beim Amsterdamer Amateurklub SC Buitenveldert und wechselte 2013 in die Akademie von AZ Alkmaar. Im September 2016 absolvierte er sein erstes Spiel für die Reservemannschaft in der dritten Liga und stieg 2017 mit ihr in die zweithöchste niederländische Spielklasse auf. Ab Beginn der Saison 2017/18 war Boadu Bestandteil der Profimannschaft, verpasste allerdings verletzungsbedingt den Großteil der Saison. Am 6. Mai 2018 gab er beim 6:0-Sieg gegen PEC Zwolle in der Eredivisie sein Pflichtspieldebüt für die erste Mannschaft. In der Folgesaison startete Boadu als Stammstürmer und schoss in fünf Spielen drei Tore, zog sich dann allerdings eine Knöchelverletzung zu. Im darauffolgenden Jahr war er wieder – nach seiner Rückkehr – Teil der Stammelf und schoss 14 Tore, jedoch wurde aufgrund der damaligen COVID-19-Pandemie die Saison abgebrochen. AZ Alkmaar startete im neuen Jahr in der zweiten Qualifikationsrunde zur Champions League und setzte sich dort gegen Viktoria Pilsen durch, schied allerdings in der dritten Qualifikationsrunde gegen Dynamo Kiew aus. In der Europa-League-Gruppenphase schied AZ Alkmaar als Gruppendritter aus. Boadu war weiterhin Stammspieler und treffsicher, so schoss er in der Liga 15 Tore.
Zu Beginn der Saison 2021/22 wechselte er zur AS Monaco nach Frankreich. Boadu kam im Fürstentum in seinem ersten Jahr regelmäßig zum Einsatz, war aber oftmals nur Einwechselspieler und schoss lediglich vier Tore. Auch aufgrund einer Fußverletzung kam er in seinem zweiten Jahr in Monaco auf lediglich 12 Partien in der Liga. An seiner Reservistenrolle änderte sich auch in der Saison 2023/24 nichts und so entschloss sich Boadu zu einem Abgang von der ASM.
Am 1. Februar 2024 wechselte er auf Leihbasis bis zum Saisonende zum FC Twente Enschede und kehrte somit in die Niederlande zurück. Hier war Boadu zwar nicht Stammspieler, aber er kam – wobei er zwischenzeitlich von einer Oberschenkelverletzung ausgebremst wurde – oft zum Einsatz und trug mit drei Toren zur Qualifikation für die UEFA Champions League bei. Der Leihvertrag wurde nicht verlängert, woraufhin er zur AS Monaco zurückkehren musste.
Zur Saison 2024/25 folgte eine weitere Leihe für ein Jahr zum VfL Bochum.

### Nationalmannschaft
Boadu durchlief von der U15 an verschiedene niederländische Jugendnationalmannschaften. Für die U17 kam er im Mai 2017 zu einem Einsatz bei der U17-Europameisterschaft in Kroatien, bei der seine Mannschaft das Viertelfinale erreichte. Mit der U21-Auswahl spielte er 2021 bei der U21-Europameisterschaft in Slowenien und Ungarn. Der Stürmer erzielte im Turnier drei Tore in vier Spielen und scheiterte mit seinem Team im Halbfinale an Deutschland.
Boadu wurde im November 2019 von Bondscoach Ronald Koeman erstmals für die niederländische A-Nationalmannschaft nominiert, als er für die EM-Qualifikationsspiele gegen Nordirland und Estland berufen wurde. Bei seinem Debüt gegen die Esten erzielte er das Tor zum 5:0-Endstand.